# Doppelstock-Theater
Ein Doppelstock-Theater (auch Doppeldecker-Theater oder Huckepack-Theater; englisch: double-decker theatre, two-decker theatre oder stacked theatre) ist ein Theatergebäude mit zwei Theatersälen, die übereinander angeordnet sind. Dieser Theaterbautyp wurde um die Jahrhundertwende zum 20. Jahrhundert in New York City entwickelt. Er entstand aus den unüberdachten Dachtheatern (englisch: rooftop theatre) der Stadt und war nicht sehr verbreitet (less than a dozen).  Heute sollen noch drei dieser Theatergebäude existieren: zwei in den Vereinigten Staaten, eines in Kanada – wobei nur das Elgin and Winter Garden Theatre Centre in Toronto noch aktiv betrieben wird.
Zwei Architekten, die Doppelstock-Theater entwarfen und bauten, waren Thomas W. Lamb und John William Merrow. Im Jahr 1905 errichtete Merrow für Frederick Freeman Proctor das Proctor's Palace Theatre in Newark in New Jersey. Unter Lamb entstanden mehrere solcher Theater in New York City, Manhattan. 1909 baute er für William Morris anstelle eines anderen Theatergebäudes sein erstes Doppelstock-Theater, das American Roof Theatre, das Vorbild für weitere werden sollte. Das 1913 entstandene Riviera and Japanese Garden Theatres war ein Pendant zum Elgin and Winter Garden Theatre Centres in Toronto, welches das einzige in Kanada errichtete Doppelstock-Theater blieb.

## Bestehende Doppelstock-Theater
- Elgin and Winter Garden Theatre Centre (Adresse: Yonge Street, Toronto), Architekt: Lamb, 1913, Theatersäle: Elgin (Untergeschoss), Winter Garden (Obergeschoss), Zustand: saniert, in Nutzung
- Proctor's Palace Theatres (Adresse: Market Street, Newark, New Jersey), Architekt: Merrow, 1905, Theatersäle: Proctor's Palace Theatre (Untergeschoss), Proctor's Palace Roof Theatre (Obergeschoss), Zustand: unsaniert, keine Nutzung[9]

## Nicht mehr existierende Doppelstock-Theater
- American Roof Theatre, Architekt: Lamb, 1909, Theatersaal: Winter Garden (Obergeschoss)
- National Winter Garden (Adresse: Houston Street, Manhattan, New York City), Architekt: Lamb, 1912, Theatersäle: National Theatre (Untergeschoss), Crown Theatre (Obergeschoss)[10]
- Riviera and Japanese Garden Theatres (Adresse: Broadway, Manhattan, New York City), Architekt: Lamb, 1913, Theatersäle: Riviera (Untergeschoss), Japanese Garden Theatre (Obergeschoss)[11]